# Midwestern Intercollegiate Volleyball Association 2016
La Midwestern Intercollegiate Volleyball Association 2016 si è svolta dal 29 gennaio al 23 aprile 2016: al torneo hanno partecipato 9 squadre universitarie statunitensi e la vittoria finale è andata per la diciannovesima volta alla Ohio State.

## Regolamento
È prevista una stagione regolare che vede le nove formazioni impegnate nella conference affrontarsi due volte tra loro, per un totale di sedici incontri ciascuna; parallelamente vengono disputati anche degli incontri extra-conference contro formazioni appartenenti ad altre conference o non affiliate ad alcuna di esse, dando vita a due classifiche separate una relativa alla Midwestern Intercollegiate Volleyball Association ed una totale.
- Le prime quattro classificate nella classifica della Midwestern Intercollegiate Volleyball Association accedono al torneo di conference, dove vengono accoppiate col metodo della serpentina e affrontano quarti di finale, semifinali e finale in gara secca;
- La squadra vincitrice del torneo di conference, in virtù della vittoria, ottiene automaticamente il diritto di partecipare alla Final 6 NCAA, mentre le formazioni uscite sconfitte possono essere ripescate sulla base della classifica totale, che assegna attraverso un bye gli ultimi due posti disponibili in Final 6.

## Squadre partecipanti
| Club                    | Città         | Impianto                                | Stagione precedente                                         |
| ----------------------- | ------------- | --------------------------------------- | ----------------------------------------------------------- |
| Ball State Cardinals    | Muncie        | John E. Worthen Arena Muncie            | 6ª in MIVA, quarti di finale di conference                  |
| Grand Canyon Antelopes  | Phoenix       | Antelope Gymnasium Phoenix              | 8ª in MIVA, quarti di finale di conference                  |
| IPFW Mastodons          | Fort Wayne    | Hilliard Gates Sports Center Fort Wayne | 4ª in MIVA, quarti di finale di conference                  |
| Lewis Flyers            | Romeoville    | Neil Carey Arena Romeoville             | 1ª in MIVA, finale di conference Finale NCAA Division I     |
| Lindenwood Lions        | Saint Charles | Hyland Performance Arena Saint Charles  | 5ª in MIVA, semifinali di conference                        |
| Loyola Chicago Ramblers | Chicago       | Joseph J. Gentile Arena Chicago         | 2ª in MIVA, campione di conference Campione NCAA Division I |
| McKendree Bearcats      | Lebanon       | Harry M. Statham Sports Center Lebanon  | 9ª in MIVA                                                  |
| Ohio State Buckeyes     | Columbus      | St. John Arena Columbus                 | 3ª in MIVA, semifinali di conference                        |
| Quincy Hawks            | Quincy        | Pepsi Arena Quincy                      | 7ª in MIVA, quarti di finale di conference                  |

## Campionato

### Regular season

#### Classifica
| Pos. | Squadra        | Conference | Conference | Conference | Conference | Overall | Overall | Overall | Overall |
| Pos. | Squadra        | Pt.        | G          | V          | P          | Pt.     | G       | V       | P       |
| ---- | -------------- | ---------- | ---------- | ---------- | ---------- | ------- | ------- | ------- | ------- |
| 1.   | Ohio State     | .938       | 16         | 15         | 1          | .912    | 34      | 31      | 3       |
| 2.   | Loyola Chicago | .750       | 16         | 12         | 4          | .714    | 28      | 20      | 8       |
| 3.   | Ball State     | .750       | 16         | 12         | 4          | .690    | 29      | 20      | 9       |
| 4.   | Lewis          | .625       | 16         | 10         | 6          | .594    | 32      | 19      | 13      |
| 5.   | Grand Canyon   | .500       | 16         | 8          | 8          | .586    | 29      | 17      | 12      |
| 6.   | McKendree      | .313       | 16         | 5          | 11         | .440    | 25      | 11      | 14      |
| 7.   | Quincy         | .250       | 16         | 4          | 12         | .439    | 41      | 18      | 23      |
| 8.   | IPFW           | .188       | 16         | 3          | 13         | .345    | 29      | 10      | 19      |
| 9.   | Lindenwood     | .188       | 16         | 3          | 13         | .227    | 22      | 5       | 17      |

| Al torneo di conference |

### Torneo di Conference
|  | Quarti di finale | Quarti di finale | Quarti di finale |       |            | Semifinali     | Semifinali | Semifinali |  |  | Finale | Finale     | Finale |
|  |                  |                  |                  |       |            |                |            |            |  |  |        |            |        |
|  | 1                | Ohio State       | 3                |       |            |                |            |            |  |  |        |            |        |
|  | 8                | IPFW             | 0                |       |            |                |            |            |  |  |        |            |        |
|  | 8                | IPFW             | 0                |       | 1          | Ohio State     | 3          |            |  |  |        |            |        |
|  |                  |                  |                  |       | 1          | Ohio State     | 3          |            |  |  |        |            |        |
|  |                  | 6                | McKendree        | 1     |            |                |            |            |  |  |        |            |        |
|  | 3                | 6                | McKendree        | 1     | Ball State | 0              |            |            |  |  |        |            |        |
|  | 3                |                  |                  |       | Ball State | 0              |            |            |  |  |        |            |        |
|  | 6                | McKendree        | 3                |       |            |                |            |            |  |  |        |            |        |
|  |                  |                  |                  |       |            |                |            |            |  |  | 1      | Ohio State | 3      |
|  |                  |                  | 4                | Lewis | 2          |                |            |            |  |  |        |            |        |
|  | 2                | Loyola Chicago   | 3                |       |            |                |            |            |  |  |        |            |        |
|  | 7                | Quincy           | 1                |       |            |                |            |            |  |  |        |            |        |
|  | 7                | Quincy           | 1                |       | 2          | Loyola Chicago | 1          |            |  |  |        |            |        |
|  |                  |                  |                  |       | 2          | Loyola Chicago | 1          |            |  |  |        |            |        |
|  |                  | 4                | Lewis            | 3     |            |                |            |            |  |  |        |            |        |
|  | 4                | 4                | Lewis            | 3     | Lewis      | 3              |            |            |  |  |        |            |        |
|  | 4                |                  |                  |       | Lewis      | 3              |            |            |  |  |        |            |        |
|  | 5                | Grand Canyon     | 1                |       |            |                |            |            |  |  |        |            |        |

## Premi individuali
| Premio                     | Giocatrice           | Squadra        |
| -------------------------- | -------------------- | -------------- |
| MVP                        | Nicolas Szerszeń     | Ohio State     |
| All-Tournament Team        | Christian Blough     | Ohio State     |
| All-Tournament Team        | Miles Johnson        | Ohio State     |
| All-Tournament Team        | Mitch Perinar        | Lewis          |
| All-Tournament Team        | Robert Walsh         | Lewis          |
| All-Tournament Team        | Ben Plaisted         | Loyola Chicago |
| All-Tournament Team        | Brendan Schmidt      | McKendree      |
| Player of the Year         | Nicolas Szerszeń     | Ohio State     |
| Freshman of the Year       | Mitch Perinar        | Lewis          |
| Coach of the Year          | Pete Hanson          | Ohio State     |
| All-Conference First Team  | Gerrard Lipscombe    | Grand Canyon   |
| All-Conference First Team  | Shalev Saada         | Grand Canyon   |
| All-Conference First Team  | Andrew Sellan        | IPFW           |
| All-Conference First Team  | Luis Bertrán         | IPFW           |
| All-Conference First Team  | Robert Walsh         | Lewis          |
| All-Conference First Team  | Jeffrey Jendryk      | Loyola Chicago |
| All-Conference First Team  | Peter Hutz           | Loyola Chicago |
| All-Conference First Team  | Nicolas Szerszeń     | Ohio State     |
| All-Conference First Team  | Miles Johnson        | Ohio State     |
| All-Conference First Team  | Christian Blough     | Ohio State     |
| All-Conference Second Team | Brendan Surane       | Ball State     |
| All-Conference Second Team | Matt Walsh           | Ball State     |
| All-Conference Second Team | Mitch Perinar        | Lewis          |
| All-Conference Second Team | Scott Fifer          | Lewis          |
| All-Conference Second Team | Jacob Schmiegelt     | Lewis          |
| All-Conference Second Team | Trevor Novotny       | Loyola Chicago |
| All-Conference Second Team | Nicholas Olson       | Loyola Chicago |
| All-Conference Second Team | Christian Franceschi | Ohio State     |
| All-Conference Second Team | Gabriel Domecus      | Ohio State     |
| All-Conference Second Team | Jarrod Kelso         | Quincy         |

## Verdetti
| Squadra    | Qualificazione  |
| ---------- | --------------- |
| Ohio State | NCAA Division I |